# Debbie Klijn
Debbie Klijn (Amsterdam, 29 december 1975) is een Nederlandse voormalige handbalster.
Debbie Klijn begon op zesjarige leeftijd met handballen. Na verschillende Nederlandse verenigingen kwam ze in 1994 bij Swift Roermond terecht. Met Swift Roermond werd ze vijf keer Nederlands kampioen en won ze drie keer de Nederlandse beker. In 1999 maakte ze de overstap naar de Duitse Bundesligaclub Bayer Leverkusen. Hiermee werd ze de derde Nederlandse handbalster, na Ursela Dekeling en Saskia Mulder, die haar geluk ging beproeven in Duitsland. Met Bayer Leverkusen won ze in 2002 de Duitse beker. In 2004 maakte de doelvrouw de overstap naar de Bundesliga rivaal Frankfurter Handball Club, waarvoor ze twee jaar actief was. In 2006 ging ze voor het Deense Team Tvis Holstebro spelen. Debbie Klijn kon zich niet aarden in Jutland en werd gek van de leegte en de stilte. Na zeven duels vertrok ze daarom weer terug naar Duitsland. Ze ging spelen voor het door blessures geplaagde Buxtehuder SV. Na het seizoen 2010/2011 beëindigde ze haar carrière. In maart 2012 keerde de destijds 37-jarige Klijn nog eenmaal terug in het doel van Buxtehuder SV voor een DHB-bekerwedstrijd.
Debbie Klijn speelde 120 interlands voor het Nederlands team, waarin ze één keer scoorde. Met het Nederlandse team behaalde ze op het wereldkampioenschap van 2005 in Rusland de 5e plaats.
Vanaf februari 2012 was Debbie Klijn keeperstrainer bij Buxtehuder SV. Later was ze keeperstrainer bij Oberligalist VfL Stade. Momenteel is Klijn weer keeperstrainer bij Buxtehuder SV. Klijn was bovendien vanaf het WK handbal van 2015 tot april 2017 de keeperstrainer van het Nederlandse vrouwen handbalteam. Ze had deze functie beëindigd nadat bondscoach Helle Thomsen had besloten om de team-manager voortaan plaats te laten nemen op de bank in plaats van de keeperstrainer. In januari 2018 is Debbie Klijn aan de slag gegaan als de keeperstrainster van de Duitse handbalvrouwen. Ze is de assistent van bondscoach Henk Groener, waar ze tijdens haar periode bij het Nederlands vrouwenteam ook al mee samenwerkte. Van juni 2021 tot de Olympische Spelen van 2021 is Klijn kortstondig weer de keepertrainsters van het Nederlands vrouwenhandbalteam. Aangezien het Duitse handbalvrouwenteam zich niet heeft gekwalificeerd voor de Spelen, heeft Klijn toestemming gekregen om zich aan te sluiten bij het Nederlandse team.